# 托坎廷斯河畔圣罗莎
托坎廷斯河畔圣罗莎是巴西托坎廷斯州的一个市镇。总面积1796.248平方公里，总人口4424人，人口密度2.5人/平方公里。